# Walsura gardneri
Walsura gardneri là một loài thực vật thuộc họ Meliaceae. Đây là loài đặc hữu của Sri Lanka.